# El Eco Obrero (1887)
El Eco Obrero fue una publicación de trabajadores publicada en Sucre, Bolivia. La publicación fue fundada en 1887, y era el órgano de los Sociedad de Ayuda Mutua de Trabajadores de la Capital.
José Santos Sea era el director de El Eco Obrero que también fundó otro periódico con el mismo nombre de El Eco Obrero en 1916. Ambos periódicos cerraron sus operaciones en 1917.